# Christoph von Passy
Prof. JUDr. Christoph von Passy (17. listopadu 1763 Brixen v Tyrolsku – 1837 Vídeň) byl profesor práva, statistik, rektor olomouckého lycea a direktor jeho právnické fakulty.

## Život
Von Passy vystudoval právo na Vídeňské univerzitě pod profesorem Sonnenfelsem, jemuž později dělal asistenta. V roce 1788 se stal profesorem na Právnické fakultě olomouckého akademického lycea, kde vyučoval politické vědy (podle Sonnenfelse), přestupkové právo (podle zákona), Geschäftsstil a statistiku Moravy a Slezska (podle vlastních spisů). V roce 1797 se stal rektorem lycea a také převzal katedru církevního práva na právnické fakultě. Mezi lety 1802-1815 byl direktorem právnické fakulty.
V roce 1815 se stal členem gubernální rady Benátek, kde setrval až do roku 1827, ve kterém se odstěhoval do Vídně.
Von Passy je autorem vědecké statistiky Moravy a Slezska, která však nebyla vydána tiskem. V roce 1810 pak vytvořil mapu Moravy na dvou listech (podle alternativního zdroje na čtyřech). Je autorem i dalších vlastivědných moravských děl.

## Výběr díla
- Anleitung zur Kenntnis Mährens, 1797 (rukopis)
- Maehren und oesterreichisch Schlesien : mit Benützung aller astronomischen und geografischen Hülfsmittel (1:375,000), 1810 (dostupná online 1 Archivováno 17. 3. 2012 na Wayback Machine., 2 Archivováno 8. 6. 2010 na Wayback Machine., 3[nedostupný zdroj]